# Mateusz Bartolewski
Mateusz Bartolewski (ur. 12 stycznia 1998 w Szczecinku) – polski piłkarz, grający na pozycji obrońcy w klubie Chrobry Głogów.